# Nikolaus von Lebus
Nikolaus war wahrscheinlich Bischof von Lebus zwischen 1320 und 1326.

## Leben
Nikolaus war Kantor an der Heiligkreuzkirche in Breslau. Nach dem Tod von Bischof Friedrich I. konnte sich das Domkapitel nicht auf einen Nachfolger einigen. Ein Teil plädierte für Nikolaus, ein anderer Teil für den Domdechanten Stephan. Das Domkapitel des Erzbistums Gnesen entschied sich daraufhin für Stephan. Nikolaus klagte gegen diese Entscheidung beim päpstlichen Hof in Avignon. 
Nach dem Aussterben der askanischen Markgrafen in Brandenburg war Nikolaus ab 1320 möglicherweise doch im Amt, denn Stephan hielt sich in dieser Zeit häufig in Avignon auf und wurde im Lebuser Bistum nicht erwähnt.
Seit 1326 war dann wieder Stephan II. offiziell im Amt.